# Antonina Wyrzykowska
Antonina Wyrzykowska z domu Karwowska (ur. 12 sierpnia 1916 w Janczewku, zm. 29 listopada 2011 w Milanówku) – polska Sprawiedliwa wśród Narodów Świata.

## Życiorys

### Dzieciństwo i młodość
Urodziła się 2 sierpnia 1916 w rodzinie katolickiej. Rodzice prowadzili małe gospodarstwo rolne we wsi Janczewko ok. 3 km na południowy zachód od Jedwabnego (ziemia łomżyńska). Ojciec – Franciszek Karwowski – znany był ze swojej pobożności, matką była Józefa z domu Skrodzka. Sytuacja materialna rodziny była trudna, w domu potrzebne były ręce do pracy, stąd Antonina zakończyła edukację na drugiej klasie szkoły podstawowej. W wieku 16 lat wyszła za mąż za Aleksandra Wyrzykowskiego i zamieszkali wspólnie z jej rodzicami w Janczewku.

### Okres II wojny światowej
Jest wiele relacji wskazujących, że Antonina Wyrzykowska, jej rodzice i mąż odznaczali się naturalnym pragnieniem niesienia pomocy osobom prześladowanym. Gdy w lipcu 1941 hitlerowcy założyli w Łomży getto i zamknęli w nim łomżyńskich Żydów oraz żydowskich uciekinierów z okolicy (m.in. z Jedwabnego, Piątnicy i Stawisk), Wyrzykowscy dostarczali do niego z narażeniem życia żywność, m.in. przekraczając nielegalnie granice łomżyńskiego getta. Kres tej pomocy położyła likwidacja getta 1 listopada 1942.
Mimo że za pomoc Żydom groziła śmierć całej rodzinie, a Wyrzykowscy mieli małe dzieci (Helenkę 7 lat i Antosia 2 lata), rodzina ciągle pomagała osobom narodowości żydowskiej. W roku 1942 ukryli w obrębie swojego gospodarstwa siedmiu Żydów: Mojżesza (Mosze) Olszewicza, Berka Olszewicza – brata Mojżesza, Szmula Wasersztejna, Elkę – narzeczoną Mosze Olszewicza, Izraela (Srolke) Grądowskiego, Jankiela Kubrzańskiego i Leę Sosnowską – narzeczoną Jankiela. Niektórzy z rok wcześniej uniknęli pogromu w Jedwabnem. Przebywali oni w dwóch zakonspirowanych schronach (pod chlewem i kurnikiem) od listopada 1942 do stycznia 1945 (do momentu wkroczenia na te tereny wojsk radzieckich). Schowanym udało się przetrwać w ukryciu, mimo iż Niemcy przynajmniej jeden raz przeszukiwali gospodarstwo przy pomocy psów, a tuż obok stacjonowało kilku niemieckich żandarmów.

### Sprawa pobicia Antoniny Wyrzykowskiej
Wydarzeniem, które silnie wpłynęło na późniejsze losy Antoniny Wyrzykowskiej i jej rodziny, było dotkliwe pobicie jej w marcu 1945 przez sześciu sąsiadów należących do miejscowej partyzantki. Wydarzenie to miało prawdopodobnie miejsce w nocy 13 na 14 marca 1945. Sprawcy chcieli pozbawić życia ostatniego ukrywającego się jeszcze w gospodarstwie Żyda i zażądali jego wydania. Wyrzykowska odmówiła, po czym została okrutnie pobita. Następnego dnia po napadzie Wyrzykowscy wyjechali do Łomży, gdzie dołączyli do ocalonych przez nich Olszewiczów i Kubrzańskich. W kwietniu 1945 Antonina Wyrzykowska złożyła zeznania w Urzędzie Bezpieczeństwa w Łomży informując o napadzie i podając nazwiska wszystkich sprawców pobicia (jeden z nich został skazany). Było to później powodem oskarżania jej o wydanie Urzędowi Bezpieczeństwa członków polskiego podziemia niepodległościowego.
W tym czasie (jesienią 1945) Wyrzykowska dojrzewała coraz bardziej do decyzji o opuszczeniu Polski. Sama pisze o dramatycznych wydarzeniach wojny i pierwszych miesięcy powojennych tak: „Przechowywałam siedem osób przez 28 miesięcy w schronie w chlewie pod gnojem. Zaznaczam, że byli bez centa. Nie chodziło mnie o pieniądz, ale o ratowanie życia ludzkiego, nie chodziło o wyznanie, tylko o człowieka. Po wyzwoleniu byłam wielokrotnie bita i im też groziło nieszczęście, więc musiałam opuścić rodzinne strony”.

### Okres powojenny
Antonina Wyrzykowska opuściła Polskę jesienią 1945 razem z sześcioma ocalonymi przez siebie osobami (w Polsce został tylko Izrael Grądowski), uciekinierzy przeszli przez zieloną granicę i dotarli do obozu dla uchodźców w Linzu w Austrii. Dzieci Wyrzykowskiej zostały w tym czasie w Polsce z ojcem. Austria była dla tej grupy etapem przejściowym, Wyrzykowska jednak zdecydowała się wrócić do kraju i połączyć z rodziną. Wyrzykowscy, nie widząc możliwości zamieszkania w rodzinnej wsi, osiedli w Bielsku Podlaskim, gdzie dzięki pomocy rodziny jednego z ocalonych kupili gospodarstwo. Gospodarstwo jednak podupadło i na początku lat 60. Wyrzykowscy, z pomocą Szymona Datnera, przeprowadzili się do Milanówka. Wyrzykowska pracowała wtedy w Warszawie jako woźna w szkołach przy ul. Barskiej, Raszyńskiej, Emilii Plater (dojeżdżała z Milanówka), później zaczęła pracować w sklepie. W tym okresie zmarł jej mąż, Aleksander. Antonina dorabiała sprzątaniem, syn pracował w urzędzie gminy. W latach 70. zaczęły się wyjazdy Wyrzykowskiej do Ameryki na zaproszenie rodziny Kubrzańskich i innych ocalonych. W czasie kolejnego pobytu w USA Wyrzykowska wyszła za mąż za Amerykanina z Polonii, małżeństwo trwało jednak krótko. Trzecie małżeństwo zawarła także w USA, także z Amerykaninem polskiego pochodzenia, jednak i to małżeństwo skończyło się rozwodem.
W ostatnich kilkunastu latach Antonina Wyrzykowska żyła między Polską a Ameryką. Nie szukała rozgłosu, bała się ujawnić swoją wiedzę o dramatycznych wydarzeniach czasu wojny, m.in. wiedzę o okolicznościach zbrodni w Jedwabnem. Utrzymywała jednak bezpośrednie kontakty przynajmniej z częścią ocalonych przez siebie osób. Prowadziła też z nimi korespondencję, istnieją jednak relacje, że wszystkie listy niszczyła niedługo po przeczytaniu. Odwiedzała też kilkakrotnie Polskę, między innymi w 2001 w okresie obchodzenia 60. rocznicy wydarzeń w Jedwabnem. Nie przyjechała jednak wtedy do Jedwabnego i stwierdziła, że nigdy już tego nie uczyni. Nie odwiedziła też rodzinnego Janczewka.

## Powojenne losy uratowanych przez Antoninę Wyrzykowską
Mojżesz i Elka Olszewiczowie po ucieczce z Polski ostatecznie zamieszkali w Buenos Aires. Mojżesz używał później imienia Mieczysław. Założyli firmę produkującą i sprzedającą torby. Konsekwentnie odmawiali kontaktu z dziennikarzami i nie chcieli wracać do wspomnień czasu wojny.
Berek Olszewicz, brat Mojżesza, w 1941 roku miał 12 lat. Po wojnie towarzyszył bratu i jego żonie w Argentynie.
Szmul Wasersztejn przez krótki czas po wojnie mieszkał nadal u Wyrzykowskich. Po wyjeździe z Polski do początku lat 60. żył na Kubie z żoną (poznaną w Polsce Rachelą Goldwaser). Po rewolucji Castro oboje uciekli do USA, pozostawiając dorobek kilkunastu lat życia. Po krótkim pobycie w Filadelfii wyemigrowali do Kostaryki, gdzie zaczynali jako ludzie bez podstawowych środków do utrzymania, stopniowo jednak coraz lepiej sobie radząc. Mieli czworo dzieci. Wasersztejn odegrał istotną rolę w przywracaniu pamięci o wydarzeniach w Jedwabnem – jego zeznanie złożone przed pracownikami Żydowskiej Komisji Historycznej w Białymstoku było podstawowym świadectwem, które doprowadziło do procesu niektórych sprawców pogromu w 1949. Czuł się kustoszem pamięci o wydarzeniach z 10 lipca 1941, jednak jego pamięć wydarzeń ulegała stopniowo zniekształceniom. Jako już starszy i schorowany człowiek, w latach 1995–1999, Szmul Wasersztejn podyktował książkę Ujawnienie. 10 lipca 1941 r., zawierającą i fakty historyczne i liczne wątpliwe lub wręcz mityczne opisy dotyczące zbrodni jedwabieńskiej. Od zimy 2001, w okresie żywej dyskusji o pogromie w Jedwabnem, pojawił się zdementowany później pogląd, że Wasersztejn był po wojnie funkcjonariuszem UB w Łomży. Wasersztejn przynajmniej jeden raz odwiedził po wojnie Polskę i Jedwabne. Zmarł schorowany 9 lutego 2000 w czasie wizyty Antoniny Wyrzykowskiej w Kostaryce.
Jankiel i Lea Kubrzańscy po wyjściu ze schronu zamieszkali początkowo w rodzinnym domu Kubrzańskich, ale tylko jako goście, dom zajmowali bowiem Polacy. Nie czuli się bezpiecznie i przenieśli się do Łomży. Z grupą innych ocalonych wyjechali z Polski i przez 4 lata, do 1949 roku, przebywali w obozie w Austrii, a następnie wyjechali do USA. Osiedlili się w Connecticut, gdzie Jankiel pracował jako stróż nocny, później robotnik i majster, ona jako kucharka. Mieli troje dzieci. W Ameryce Jankiel zaczął używać imienia Jack, nazwisko zaś małżonkowie zmienili na Kubran.
Izrael Grądowski początkowo poszukiwał rodziny w Szczuczynie, bez skutku. Był najstarszym z uratowanych (miał wtedy ok. 60 lat), nie przyłączył się do uciekających przez zieloną granicę. Starał się wtopić w miejscową społeczność. Ochrzcił się, pozostał w Jedwabnem, odzyskał swój dom w miasteczku. Ożenił się z Polką i zmienił imię na Józef. Inaczej niż wszyscy inni ocaleni nie szukał kontaktu ze środowiskiem żydowskim, innymi osobami uratowanymi z Zagłady, nie złożył zeznań w Żydowskiej Komisji Historycznej. Długo nie obciążał nikogo z miejscowych swoją wiedzą o okolicznościach pogromu w Jedwabnem. Inne zeznania zdecydował się złożyć dopiero po kilku latach: tak uczynił w 1953 i w 1954 w czasie rozpraw sądowych przeciwko jednemu z podejrzanych o aktywny udział w pogromie obciążając go swoimi zeznaniami. Podobnie wskazał niektórych sprawców pogromu w śledztwie rozpoczętym w 1967, jednak pół roku później przynajmniej z części zeznań wycofał się. Zmarł w 1971 w wieku 82 lat. Jego żona zmarła w 1996. Mieli adoptowanego syna, sierotę wojny.

## Odznaczenia i próby upamiętnienia
W 1976 Antonina i jej mąż Aleksander otrzymali tytuł Sprawiedliwy wśród Narodów Świata (w 1993 tytuł ten otrzymali także jej rodzice, Franciszek i Józefa Karwowscy).
10 lipca 2001 w czasie obchodów 60. rocznicy pogromu w Jedwabnem Antonina Wyrzykowska przebywała w Polsce, m.in. na uroczystym koncercie w Warszawie i przyjęciu u prezydenta RP Aleksandra Kwaśniewskiego, który w swoim przemówieniu wspomniał jej osobę i postawę w czasie wojny, a następnie podszedł do niej i serdecznie się przywitał. Wyrzykowska na uroczystości do Jedwabnego jednak nie pojechała.
W tym samym, 2001 roku, Krzysztof Godlewski, ówczesny burmistrz Jedwabnego, zaproponował Radzie Miasta, aby miejscowa szkoła otrzymała imię Antoniny Wyrzykowskiej. Propozycja ta nie spotkała się z poparciem i nie została zrealizowana.
1 października 2007 Antonina Wyrzykowska została odznaczona przez prezydenta RP Lecha Kaczyńskiego Krzyżem Komandorskim Orderu Odrodzenia Polski.
Osoba Antoniny Wyrzykowskiej i jej postawa w czasie wojny była wspomniana w ostatnich latach w wielu artykułach oraz niektórych książkach. Szczególnie wiele miejsca jej historii poświęciła Anna Bikont w książce My z Jedwabnego.